# Grotta di San Michele (Ozieri)

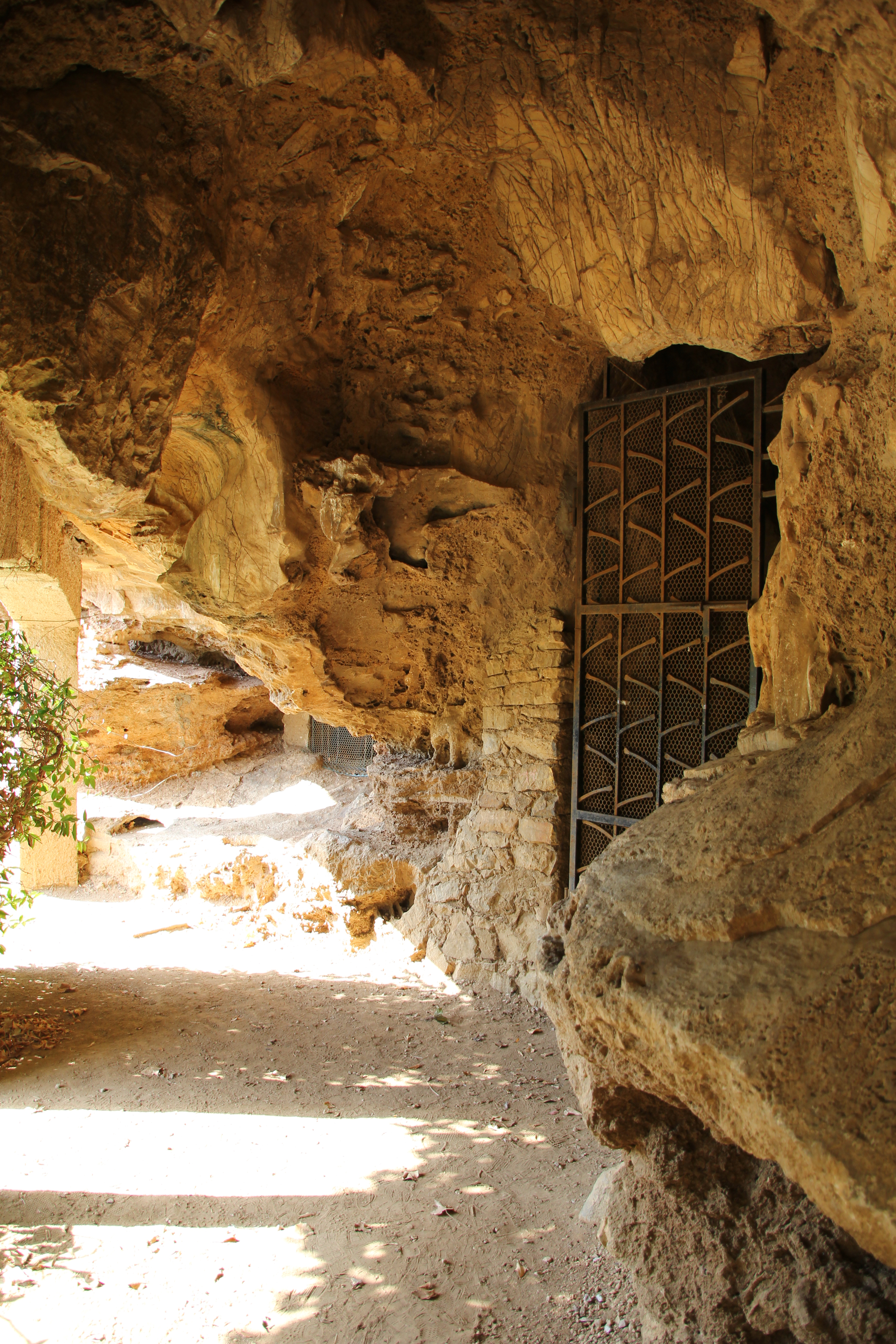
Grotta di San Michele

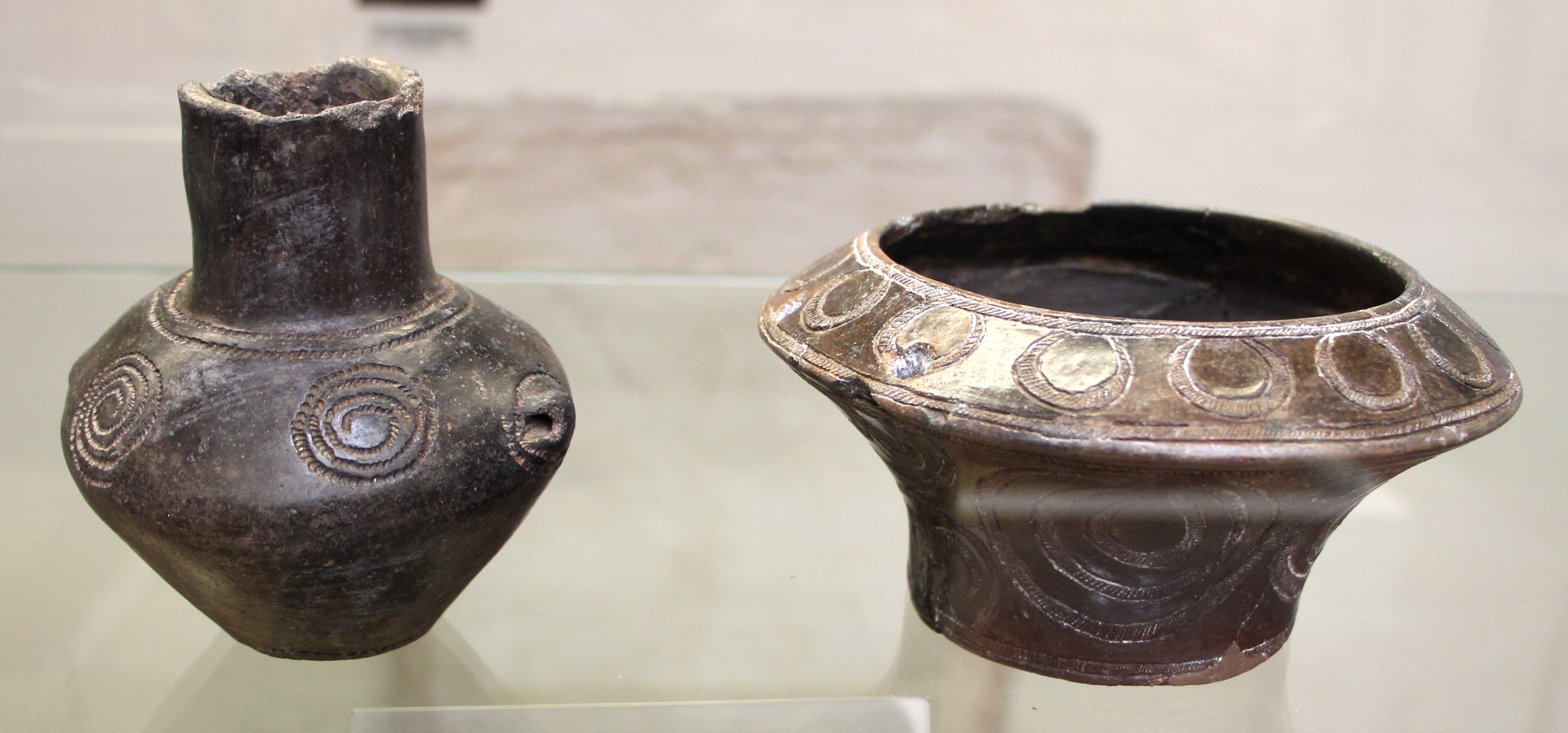
Ozieri Keramik

Die Grotta di San Michele in Ozieri in der Metropolitanstadt Sassari auf Sardinien ist eine etwa 80 m lange Kalksteinhöhle, die teilweise zerstört wurde, als Domus de Janas in den Fels gehauen wurden.  Nach der Höhle ist die Ozieri-Kultur (früher auch „San-Michele-Kultur“ genannt) benannt, die in der Jungsteinzeit zwischen 3.200 und 2.800 v. Chr. existierte.
Ausgrabungen sind seit 1914 und im Jahr 1949 durchgeführt worden. Die in der Höhle gefundene Keramik ist technisch perfekt und liegt deutlich über dem Niveau der Keramik der nachfolgenden Kulturen, insbesondere ist die Herstellung und Dekoration (mit konzentrischen Halbkreisen) von Steingefäßen von hoher Qualität. Die Dekoration der Keramik ist durch kulturelle Kontakte mit den verschiedenen Völkern des Mittelmeeres beeinflusst. Unter den Funden ist eine Art dekoriertes Ziborium von großer Bedeutung. Die Funde werden im Museo Nazionale G. A. Sanna in Sassari gezeigt.